# Liga Regional de Fútbol Adrián Beccar Varela
La Liga Regional de Fútbol Adrián Beccar Varela es una de las Ligas regionales de fútbol en Argentina. En ella participan clubes de la ciudad de Pascanas y alrededores.

## Historia
El nombre de la liga fue inspirado en Adrián Beccar Varela, quien fuera el precursor de los Campeonatos Argentinos de Fútbol. Su fundación oficial es del 1 de octubre de 1938, desde aquel entonces se mantuvo afiliada a la AFA.
Los campeonatos oficiales comenzaron a llevarse a cabo desde la fecha de fundación, hasta el año 1946, momento en que se produce un lapso en que la entidad funcionó en distintas localidades. La misma se reorganiza definitivamente una década después, cuando corría el año 1956, en ese momento se fija su sede en la localidad de Pascanas, por ser el centro de su zona de influencia. 
Desde entonces y hasta el presente, organizó ininterrumpidamente campeonatos de fútbol en las distintas divisiones participando además, con sus respectivos seleccionados, en los diversos campeonatos que hacen al que hacer futbolístico en general. La Liga obtiene la personería jurídica en el año 1963, mediante el decreto N.º 439 Serie “A” del Superior Gobierno de la Provincia de Córdoba. 
En el transcurso del mismo año se comienza con la construcción del edificio, el cual es inaugurado el 19 de abril de 1964, situado en la calle General Paz 240.
En 1981, el club Mitre de General Baldiserra estuvo en 2 oportunidades a punto de clasificar al Campeonato Nacional de 1981 de la AFA, siendo al momento el mayor logro de un club de la Liga.

### Actualidad
En la actualidad cuenta con 15 instituciones deportivas afiliadas, las cuales practican los más diversos deportes en bien de la cultura general de la región.
Tres jugadores de la selección argentina que compitieron en los Juegos Olímpicos de 2020,  surgieron de la Liga Beccar Varela: Adolfo Gaich, en Unión (Bengolea), Atenas (Ucacha), Atlético (Pascanas) y Sportivo Chazón; Santiago Colombatto, en Newbery (Ucacha), e Independiente (Pascanas), y Martín Payero, en Independiente Foot Ball Club (Pascanas) y Atlético (Pascanas).
El Club Deportivo Argentino logró la clasificación a la Copa Argentina 2024 luego de llegar a cuartos de final del Torneo Federal A, disputando por primera vez en su historia una Copa Nacional del fútbol argentino, enfrentando al campeón defensor Estudiantes de La Plata, en el partido inaugural de la edición, donde caería derrotado por 3 tantos contra 0. También logró la clasificación para la Copa Argentina edición 2025. 

## Clubes afiliados
| Club                     | Club                           |
| ------------------------ | ------------------------------ |
| Lambert                  | Lambert (Monte Maíz)           |
| Argentino                | Argentino (Monte Maíz)         |
| Renny                    | Renny (Wenceslao Escalante)    |
| Olimpo de Laborde        | Olimpo (Laborde)               |
|                          | Recreativo (Laborde)           |
| Pascanas                 | Atlético (Pascanas)            |
| Indepte pascanas cba     | Independiente (Pascanas)       |
|                          | Sportivo Chazón (Chazón)       |
|                          | Sportivo Rural (Santa Eufemia) |
| Atenas cba ucacha        | Atenas (Ucacha)                |
| J.Newbery Ucacha Córdoba | Jorge Newbery (Ucacha)         |
| Talleres Etruria         | Talleres (Etruria)             |
| Sarmiento                | Sarmiento (Etruria)            |
| ULagunense               | Unión Lagunense (La Laguna)    |
| Sarmiento                | Sarmiento (Idiazábal)          |

## Palmarés
| Edición | Campeón | Subcampeón                                                                                              |
| ------- | --- | --- |
| 1938    | Atlético Olimpo A.M.                                                                                       | Independiente Foot-ball Club                                                                            |
| 1939    | Club Atlético y Cultural Recreativo                                                                        | Sin datos                                                                                               |
| 1940    | Club Atlético Lambert                                                                                      | Sin datos                                                                                               |
| 1941    | Club Atlético y Cultural Recreativo                                                                        | Sin datos                                                                                               |
| 1942    | Club Atlético y Cultural Recreativo                                                                        | Sin datos                                                                                               |
| 1943    | Independiente Foot-Ball Club                                                                               | Sin datos                                                                                               |
| 1944    | Independiente Foot-Ball Club                                                                               | Sin datos                                                                                               |
| 1948    | Club Atlético Guillermo Renny                                                                              | Sin datos                                                                                               |
| 1949    | Club Atlético y Cultural Recreativo                                                                        | Sin datos                                                                                               |
| 1950    | Club Teniente Origone                                                                                      | Sin datos                                                                                               |
| 1951    | Club Atlético Mitre                                                                                        | Independiente Foot-Ball Club                                                                            |
| 1952    | Club Sportivo Rural                                                                                        | Club Atlético Mitre                                                                                     |
| 1953    | Club Atlético Guillermo Renny                                                                              | Sin datos                                                                                               |
| 1956    | Club Sportivo Rural                                                                                        | Atlético Olimpo A.M.                                                                                    |
| 1957    | Club Atlético Jorge Ross                                                                                   | Sin datos                                                                                               |
| 1958    | Club Atlético Atenas                                                                                       | Sin datos                                                                                               |
| 1959    | Independiente Foot-Ball Club                                                                               | Sin datos                                                                                               |
| 1960    | Atlético Olimpo A.M                                                                                        | Independiente Foot-ball Club                                                                            |
| 1961    | Club Atlético y Biblioteca Pascanas                                                                        | Independiente Foot-ball Club                                                                            |
| 1962    | Club Atlético Guillermo Renny                                                                              | Club Atlético y Cultural Recreativo                                                                     |
| 1963    | Club Atlético Guillermo Renny                                                                              | Club Atlético y Biblioteca Pascanas                                                                     |
| 1964    | Club Atlético Atenas                                                                                       | Atlético Olimpo A.M                                                                                     |
| 1965    | Atlético Olimpo A.M                                                                                        | Club Atlético y Cultural Recreativo                                                                     |
| 1966    | Atlético Olimpo A.M                                                                                        | Club Atlético Atenas                                                                                    |
| 1967    | Independiente Foot-Ball Club                                                                               | Atlético Olimpo A.M                                                                                     |
| 1968    | Club Atlético Atenas                                                                                       | Atlético Olimpo A.M                                                                                     |
| 1969    | Club Deportivo Argentino                                                                                   | Atlético Olimpo A.M                                                                                     |
| 1970    | Club Atlético Atenas                                                                                       | Club Deportivo Argentino                                                                                |
| 1971    | Atlético Olimpo A.M                                                                                        | Sportivo Rural                                                                                          |
| 1972    | Club Sportivo Chazón                                                                                       | Independiente Foot-ball Club                                                                            |
| 1973    | Independiente Foot-Ball Club                                                                               | Atlético Olimpo A.M                                                                                     |
| 1974    | Atlético Olimpo A.M                                                                                        | Independiente Foot-ball Club                                                                            |
| 1975    | Club Atlético y Biblioteca Pascanas                                                                        | Independiente Foot-ball Club                                                                            |
| 1976    | Club Atlético Lambert                                                                                      | Club Biblioteca Popular Sarmiento                                                                       |
| 1977    | Club Sportivo Talleres                                                                                     | Independiente Foot-ball Club                                                                            |
| 1978    | Club Biblioteca Popular Sarmiento                                                                          | Club Atlético Lambert                                                                                   |
| 1979    | Club Atlético y Biblioteca Pascanas                                                                        | Club Sportivo Chazón                                                                                    |
| 1980    | Club Atlético y Biblioteca Pascanas                                                                        | Atlético Olimpo A.M                                                                                     |
| 1981    | Club Jorge Newbery Cultural, Social y Deportivo                                                            | Club Atlético y Cultural Recreativo                                                                     |
| 1982    | Club Atlético y Biblioteca Pascanas                                                                        | Club Atlético Atenas                                                                                    |
| 1983    | Club Atlético y Cultural Recreativo                                                                        | Club Atlético Atenas                                                                                    |
| 1984    | Club Atlético Guillermo Renny                                                                              | Club Atlético y Cultural Recreativo                                                                     |
| 1985    | Club Atlético y Biblioteca Pascanas                                                                        | Club Sarmiento                                                                                          |
| 1986    | Complejo Deportivo                                                                                         | Club Atlético y Biblioteca Pascanas                                                                     |
| 1987    | Atlético Olimpo A.M                                                                                        | Club Atlético Lambert                                                                                   |
| 1988    | Club Atlético Lambert                                                                                      | Club Deportivo Argentino                                                                                |
| 1989    | Club Atlético y Biblioteca Pascanas                                                                        | Club Biblioteca Popular Sarmiento                                                                       |
| 1990    | Apertura: Club Deportivo Argentino Clausura: Club Atlético Lambert                                         | Apertura: Complejo Deportivo Clausura: Independiente Foot-ball Club                                     |
| 1991    | Club Deportivo Argentino                                                                                   | Club Atlético y Cultural Recreativo                                                                     |
| 1992    | Club Sportivo Chazón                                                                                       | Club Atlético Lambert                                                                                   |
| 1993    | Club Deportivo Argentino                                                                                   | Atlético Olimpo A.M                                                                                     |
| 1994    | Atlético Olimpo A.M                                                                                        | Club Atlético y Cultural Recreativo                                                                     |
| 1995    | Club Atlético y Biblioteca Pascanas                                                                        | Club Atlético y Cultural Recreativo                                                                     |
| 1996    | Club Deportivo Argentino                                                                                   | Club Atlético y Cultural Recreativo                                                                     |
| 1997    | Atlético Olimpo A.M                                                                                        | Club Atlético Lambert                                                                                   |
| 1998    | Atlético Olimpo A.M                                                                                        | Club Atlético y Biblioteca Pascanas                                                                     |
| 1999    | Atlético Olimpo A.M                                                                                        | Independiente Foot-ball Club                                                                            |
| 2000    | Club Atlético Atenas                                                                                       | Atlético Olimpo A.M                                                                                     |
| 2001    | Club Atlético Lambert                                                                                      | Club Atlético y Biblioteca Pascanas                                                                     |
| 2002    | Club Atlético y Biblioteca Pascanas                                                                        | Club Deportivo Argentino                                                                                |
| 2003    | Atlético Olimpo A.M                                                                                        | Independiente Foot-ball Club                                                                            |
| 2004    | Club Atlético y Biblioteca Pascanas                                                                        | Atlético Olimpo A.M                                                                                     |
| 2005    | Club Atlético Lambert                                                                                      | Atlético Olimpo A.M                                                                                     |
| 2006    | Club Deportivo Argentino                                                                                   | Club Atlético Lambert                                                                                   |
| 2007    | Club Atlético y Biblioteca Pascanas                                                                        | Atlético Olimpo A.M                                                                                     |
| 2008    | Club Atlético y Biblioteca Pascanas                                                                        | Atlético Olimpo A.M                                                                                     |
| 2009    | Apertura: Atlético Olimpo A.M Clausura: Club Atlético Lambert                                              | Apertura: Club Guillermo Renny Clausura: Club Atlético y Cultural Recreativo                            |
| 2010    | Club Atlético y Biblioteca Pascanas                                                                        | Club Atlético Lambert                                                                                   |
| 2011    | Apertura: Club Atlético Lambert Clausura: Club Atlético Lambert                                            | Apertura: Unión Lagunense Clausura: Club Atlético y Biblioteca Pascanas                                 |
| 2012    | Club Atlético y Biblioteca Pascanas                                                                        | Club Atlético Lambert                                                                                   |
| 2013    | Apertura: Club Atlético Lambert Clausura: Club Atlético y Biblioteca Pascanas                              | Apertura: Unión Lagunense Clausura: Club Deportivo Argentino                                            |
| 2014    | Inicial: Club Sportivo Talleres Final: Club Atlético Lambert                                               | Inicial: Atlético Olimpo A.M Final: Atlético Olimpo A.M                                                 |
| 2015    | Torneo Apertura: Club Deportivo Argentino Torneo Clausura: Club Atlético Lambert                           | Torneo Apertura: Atlético Olimpo A.M Torneo Clausura: Atlético Olimpo A.M                               |
| 2016    | Torneo Apertura: Atlético Olimpo A.M Torneo Clausura: Club Deportivo Argentino                             | Torneo Apertura: Club Deportivo Argentino Torneo Clausura: Club Atlético Atenas                         |
| 2017    | Torneo Apertura: Club Deportivo Argentino Clausura: Club Atlético y Biblioteca Pascanas                    | Torneo Apertura: Club Atlético Lambert Torneo Clausura: Club Jorge Newbery Cultural, Social y Deportivo |
| 2018    | Torneo Apertura: Club Atlético Lambert Clausura: Club Atlético y Biblioteca Pascanas                       | Torneo Apertura: Club Deportivo Argentino Torneo Clausura: Atlético Olimpo A.M                          |
| 2019    | Torneo Apertura: Club Atlético Lambert Clausura: Club Deportivo Argentino                                  | Torneo Apertura: Club Deportivo Argentino Torneo Clausura: Club Sportivo Talleres                       |
| 2021    | Torneo Apertura: Club Jorge Newbery Cultural, Social y Deportivo                                           | Torneo Apertura: Club Atlético Lambert                                                                  |
| 2022    | Torneo Apertura: Club Deportivo Argentino Torneo Clausura: Club Jorge Newbery Cultural, Social y Deportivo | Torneo Apertura: Club Sportivo Talleres Torneo Clausura: Club Atlético Lambert                          |
| 2023    | Torneo Apertura: Club Deportivo Argentino Torneo Clausura: Club Atlético Lambert                           | Torneo Apertura: Club Sportivo Talleres Torneo Clausura:Club Atlético y Biblioteca Pascanas             |
| 2024    | Torneo Apertura: Atlético Olimpo A.M Torneo Clausura: Club Atlético y Biblioteca Pascanas                  | Torneo Apertura: Club Biblioteca Popular Sarmiento Torneo Clausura: Club Atlético Atenas                |
| 2025    | Torneo Apertura: Club Atlético Lambert                                                                     | Torneo Apertura: Atlético Olimpo A.M.                                                                   |

## Cantidad de campeonatos
| Club                     | Club                                                    | Campeonatos | Títulos por año |
| ------------------------ | ------------------------------------------------------- | ----------- | --- |
| Pascanas                 | Atlético (Pascanas)                                     | 18          | 1961, 1975, 1979, 1980, 1982, 1985, 1989, 1995, 2002, 2004, 2007, 2008, 2010, 2012, C. 2013, C. 2017, C. 2018 y C. 2024        |
| Lambert                  | Lambert (Monte Maíz)                                    | 16          | 1940, 1976, 1988, C.1990, 2001, 2005, C. 2009, A. 2011, C. 2011, A. 2013, F. 2014, C. 2015, A. 2018, A. 2019, C. 2023 y A.2025 |
| Olimpo de Laborde        | Olimpo (Laborde)                                        | 15          | 1938, 1960, 1965, 1966, 1971, 1974, 1987, 1994, 1997, 1998, 1999, 2003, A. 2009, A. 2016 y A.2024                              |
| Argentino                | Argentino (Monte Maíz)                                  | 12          | 1969, A. 1990, 1991, 1993, 1996, 2006, A. 2015, C. 2016, A. 2017, C. 2019, A. 2022 y A. 2023                                   |
|                          | Recreativo (Laborde)                                    | 5           | 1939, 1941, 1942, 1949 y 1983                                                                                                  |
| Atenas cba ucacha        | Atenas (Ucacha)                                         | 5           | 1958, 1964, 1968, 1970 y 2000                                                                                                  |
| Indepte pascanas cba     | Independiente (Pascanas)                                | 5           | 1943, 1944, 1959, 1967 y 1973                                                                                                  |
| Renny                    | Renny (Wenceslao Escalante)                             | 5           | 1948, 1953, 1962, 1963 y 1984                                                                                                  |
| J.Newbery Ucacha Córdoba | J. Newbery (Ucacha)                                     | 3           | 1981, A. 2021 y C.2022 |
|                          | Sp. Chazón (Chazón)                                     | 2           | 1972 y 1992 |
| Talleres Etruria         | Talleres (Etruria)                                      | 2           | 1977 e I. 2014 |
| Sarmiento                | Sarmiento (Etruria)                                     | 1           | 1978 |
|                          | Sp. Rural (Santa Eufemia)                               | 2           | 1952, 1956 |
|                          | J. Ross* (La Carlota)                                   | 1           | 1957 |
|                          | Mitre* (General Baldissera)                             | 1           | 1951 |
|                          | Teniente Origone* (Justiniano Posse)                    | 1           | 1950 |
|                          | Complejo Deportivo Teniente Origone* (Justiniano Posse) | 1           | 1986 |

- Los marcados con asterisco no forman parte de la liga Beccar Varela actualmente.

## Clubes de la Liga Beccar Varela en torneos de AFA
Se enumeran los equipos de la Liga Beccar Varela (LBV) que compiten actualmente o compitieron en torneos organizados por la Asociación del Fútbol Argentino:
| Denominación | Torneo actual | Mayor categoría alcanzada          |
| ------------ | ------------- | ---------------------------------- |
| Argentino    | Federal A     | Tercera División                   |
| Lambert      | LBV           | Cuarta División                    |
| Olimpo       | LBV           | Cuarta División (TRFA - 2021-22)   |
| Talleres     | LBV           | Cuarta División (TRFA - 2023-24)   |
| Sp. Chazón   | LBV           | Quinta División (Federal C - 2018) |
| Atenas       | LBV           | Quinta División (Federal C - 2018) |